# Веслування у приміщенні
Веслува́ння у примі́щенні — імітація веслування на спортивних тренажерах Concept2, які часто називають ергометрами, з тренувальною або змагальною метою.

## Історія
Тренажери для підготовки недосвідчених веслярів існували ще в 4 ст. до н.е в Афінській республіці.
В середині XIX століття з'явилися тренажери для веслярів в США.
З середини XX століття в різних країнах почали створювати спеціальні тренажери для тренування веслувальників і вимірювання сили. 1981 року в США почали виготовляти тренажер Concept2, який також називають ергометром. Легкість транспортування цього тренажера в поєднанні з точністю вимірювання сили зробили його дуже популярним як для тренувань, так і для змагань в приміщенні.
Перші змагання у приміщенні відбулися в лютому 1982 року в Массачусетсі, США. В них взяли участь 96 веслувальників, які назвали себе «Charles River Association of Sculling Has-Beens» (скор. «CRASH-B»). Змагання CRASH-B Sprints стали щорічними і проводяться наприкінці лютого. Вони отримали назву «Чемпіонат світу з веслування на ергометрах» Формат змагань вдосконалювався протягом усієї історії змагань. Тепер усі спортсмени долають дистанцію 2000 м на тренажері Concept2. З 2008 року жінки і чоловіки змагаються у 58 категоріях, до яких входять легковаговики, важковаговики, юніори і ветерани.
В Європі великою популярністю користувався чемпіонат Великої Британії з веслування у приміщенні, що проходив щорічно у листопаді-грудні.
В Україні регулярно почали проводити національний чемпіонат з веслування на ергометрах в лютому з кінця 2000-х років в ЧНУ ім. Петра Могили. Наприкінці 2010-х чемпіонат України проводили в Харкові, Дніпрі, Києві.
2015 року відбувся відкритий чемпіонат Європи з академічного веслування у приміщенні.
2016 року Міжнародна федерація веслувального спорту (ФІСА) і компанія Concept2 вперше об'єдналися, щоб організувати два міжнародних змагання на ергометрах Concept2: світовий спринт на ергометрах і світовий ерговиклик.
2017 року у Вроцлаві змагання веслувальників у приміщенні вперше були серед показових виступів на Всесвітніх іграх.
Результатом успішної організації веслування у приміщенні на Всесвітніх іграх 2017 стало визнання веслування у приміщенні повноцінною дисципліною веслування. У лютому 2018 року Федерація академічного веслування США (USRowing), Міжнародна федерація веслувального спорту (ФІСА), компанія Concept2 і оргкомітет міста Олександрія, Вірджинія провели перший чемпіонат світу з академічного веслування у приміщенні.